# Zach de Beer
Zacharias Johannes Zach de Beer (Kaapstad, 11 oktober 1928 - aldaar, 27 mei 1999) was een Zuid-Afrikaans politicus. Hij was de laatste leider van de PFP en na de stichting van de DP een van de leiders van die partij. Na de afschaffing van de apartheid en de zege van het ANC bij de eerste multiraciale verkiezingen werd hij door Nelson Mandela benoemd tot ambassadeur van het nieuwe Zuid-Afrika in Nederland.

## Jeugd
De Beer werd geboren in Woodstock, Kaapstad, als zoon van Jean Isobel (MacRae) en Zacharias Johannes de Beer. Hij volgde zijn opleiding aan het Bishop's Diocesan College in Rondebosch en behaalde in 1951 een MBChB-graad aan de Universiteit van Kaapstad. Daar werd hij verkozen tot voorzitter van de universiteitsraad. 

## Carrière
de Beer werd voor het eerst verkozen in de Volksraad als parlementslid voor de United Party. Hij was toen 24 jaar oud en was het jongste parlementslid dat ooit in het parlement werd gekozen. de Beer was onderdeel van de linkerzijde van zijn partij, en hij met onder anderen Helen Suzman, Colin Eglin, Ray Swart, Harry Lawrence en Dr. Jan Steytler, nam ontslag uit de partij nadat het nationale congres had gestemd tegen het teruggeven van nog meer land aan de zwarte meerderheid voor hun bezetting en gebruik. Hij en de andere liberale parlementsleden vormden in 1959 de nieuwe Progressiewe Party. Net als alle parlementsleden verloor De Beer zijn zetel bij de algemene verkiezingen van 1961. Hij ging bij een reclamebureau werken voordat hij ging werken voor het diamantmijnconglomeraat Anglo American PLC/De Beers.
Bij de algemene verkiezingen van 1977 werd hij herkozen als parlementslid voor de Progressive Federal Party, die dat jaar was gevormd door een fusie van de Progressive Party en verschillende andere liberale parlementsleden.Hij werd in augustus 1988 leider van de PFP en was samen met Denis Worrall en Wynand Malan een co-leider van de nieuwe Democratische Partij toen deze in 1989 werd opgericht.
Na de nederlaag van de DP bij de eerste post-apartheidsverkiezingen van 1994 trad De Beer af als partijleider. Hij werd door Nelson Mandela benoemd tot ambassadeur van Zuid-Afrika in Nederland.
De Beer was jarenlang directeur van Anglo American PLC/De Beers. Hij stierf in 1999 aan een beroerte in zijn huis in Clifton, Kaapstad.
- International Standard Name Identifier: 0000 0003 7052 3192
- Library of Congress Control Number: no2012116192
- Virtual International Authority File: 249805473
- WorldCat: E39PBJtxjQrbkW7K3w77PvdJDq